# Baraigne
Baraigne là một xã của Pháp, nằm ở tỉnh Aude trong vùng Occitanie. 
Người dân địa phương trong tiếng Pháp gọi là Baraignois.

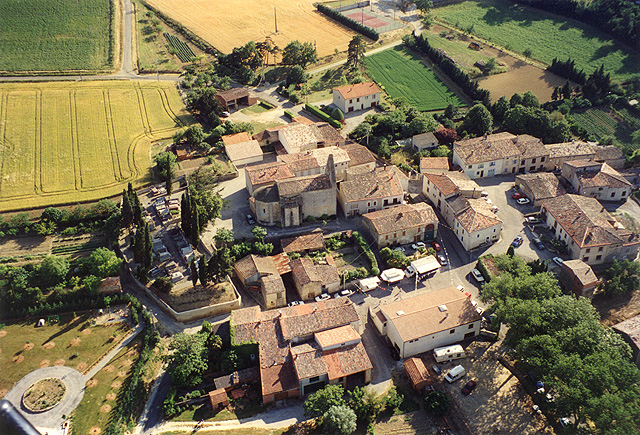
Trung tâm xã

## Hành chính
| Danh sách các xã trưởng                |           |                  |      |         |
| Giai đoạn                              | Giai đoạn | Tên              | Đảng | Tư cách |
| tháng 3 năm 2007                       | 2014      | Camille Guagno   |      |         |
| 1953                                   | 2007      | Louis Faure      |      |         |
| 1919                                   | 1953      | Joseph Ourmet    |      |         |
| 1908                                   | 1919      | Laurent Brousse  |      |         |
| 1903                                   | 1908      | Antoine Gaubert  |      |         |
| 1888                                   | 1903      | Baptiste Brousse |      |         |
| 1860                                   | 1888      | Jean Fraisse     |      |         |
| Tất cả các dữ liệu trước đây không rõ. |           |                  |      |         |

## Thông tin nhân khẩu
| Năm | 1962 | 1968 | 1975 | 1982 | 1990 | 1999 |
| --- | ---- | ---- | ---- | ---- | ---- | ---- |
| Dân số | 111  | 113  | 99   | 103  | 122  | 126  |
| From the year 1968 on: No double counting—residents of multiple communes (e.g. students and military personnel) are counted only once. |      |      |      |      |      |      |